# Die starke Linke

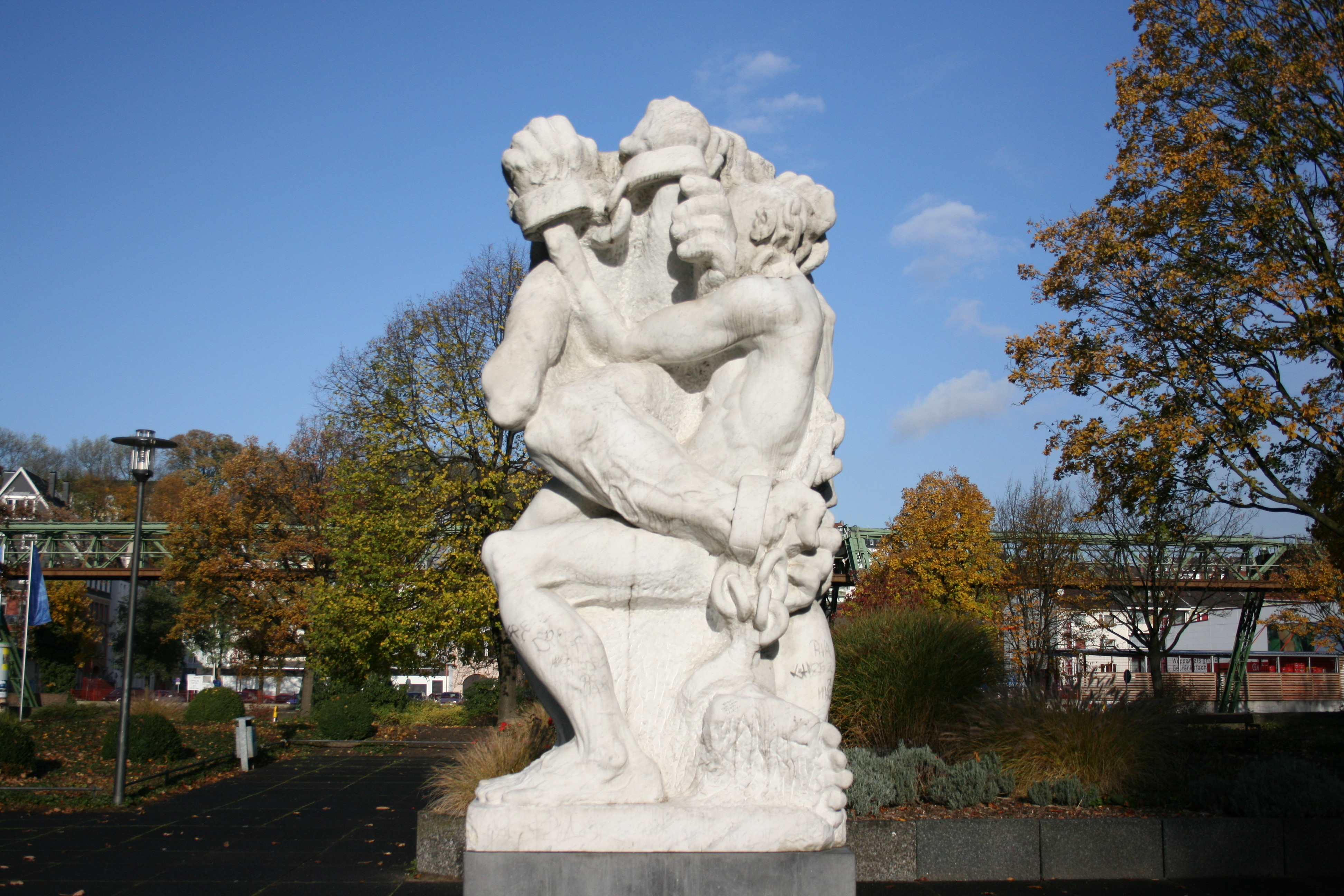
Die starke Linke (Wuppertal, 2008)

Die starke Linke ist eine Skulptur des 2009 verstorbenen österreichischen Bildhauers Alfred Hrdlicka in Wuppertal-Unterbarmen. Sie sorgte bis zu ihrer Aufstellung wegen der verspäteten Fertigstellung und der explodierten Kosten für einen lokalen Eklat. Bis zur Aufstellung des Engels-Denkmals 2014 wurde die Hrdlicka-Skulptur teilweise auch als Friedrich-Engels-Denkmal bezeichnet.

## Lage und Beschreibung

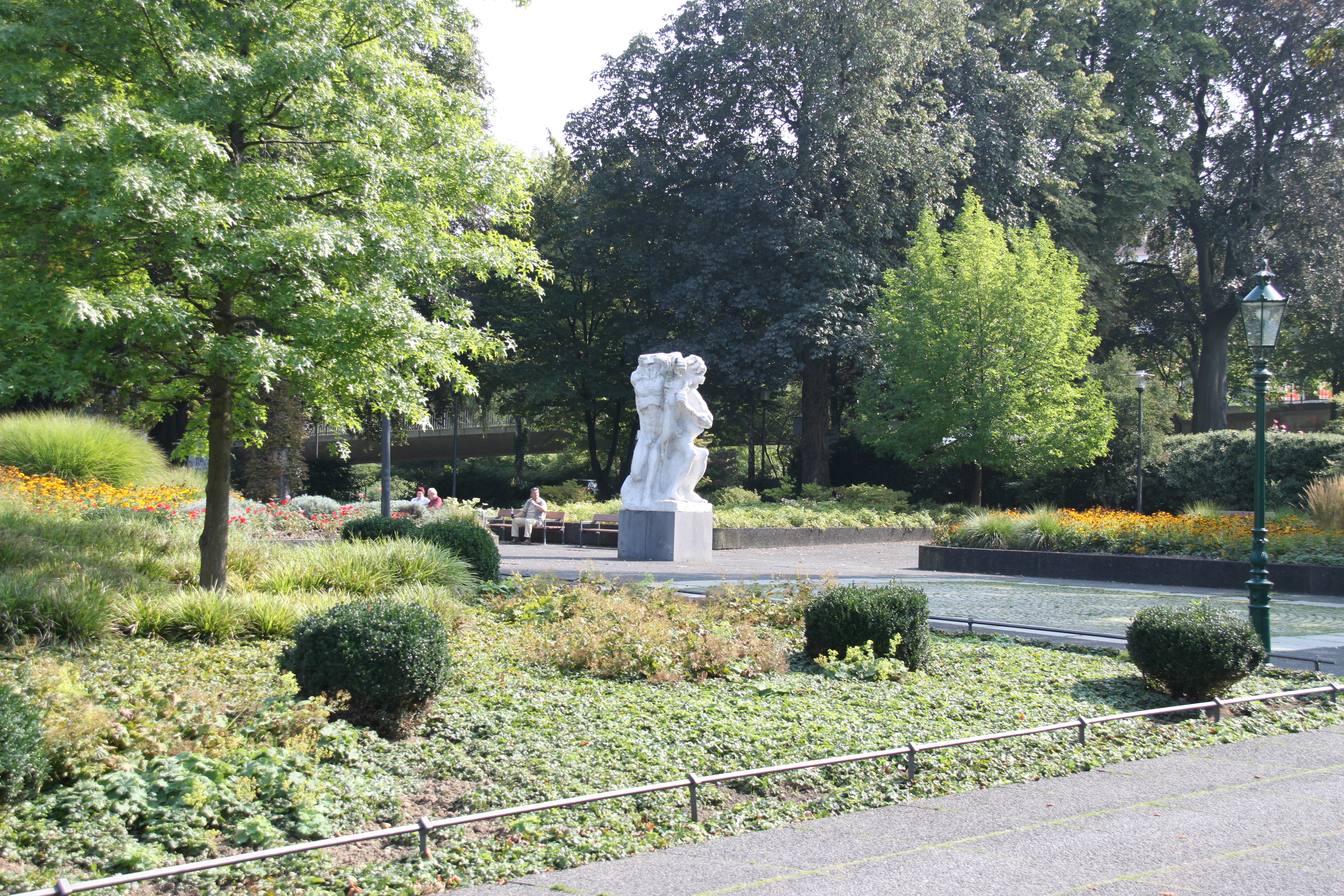
Fernsicht auf die Skulptur im städtischen Engelsgarten

Das Denkmal befindet sich im Westen des Stadtteils Barmen der bergischen Großstadt Wuppertal (Nordrhein-Westfalen). Es steht auf dem Platz vor dem Engels-Haus. Eingerahmt auf der westlichen Seite von diesem und dem Museum für Frühindustrialisierung, die gemeinsam das Historische Zentrum bilden, sowie dem Opernhaus Wuppertal im Osten und der Friedrich-Engels-Allee im Norden ist der Platz Bestandteil des Engelsgartens.
Die acht Tonnen schwere Skulptur wurde aus einem etwa 3,50 Meter (nach anderer Quelle 3,20 m) hohen Block aus Carrara-Marmor gearbeitet, der auf einem einen Meter hohen Granitsockel steht. Die Skulptur zeigt mehrere ineinander verschlungene Körper, die zum Teil nicht naturalistisch, sondern nur ansatzweise dargestellt und nicht als eigenständige Figuren oder Personen zu erkennen sind. Sie sind miteinander verkettet, wobei die einzelnen Gliedmaßen auch Körperfesseln tragen. Ein linker Arm ragt heraus und versucht, die Ketten aller zu sprengen. Es stellt somit vor dem Gedenkhaus an Friedrich Engels ein Zeichen für die Freiheit der Menschheit bzw. des Proletariats und gegen ihre Unterdrückung dar. Dass es sich hierbei um einen linken Arm handelt, ist ein Symbol für die Stärke und Macht der Arbeiterbewegung, die ihre Ketten und Fesseln ablegt.

## Geschichte
1975 hatte die Stadt Wuppertal beschlossen, im Rahmen des NRW-Programms „Verschönerung der Stadtlandschaft“ eine Skulptur zu erwerben. Der Aufstellungsplatz dazu sollte noch näher bestimmt werden, als Budget wurden 130.000 DM eingeplant. Im folgenden Jahr wurde der Engelsgarten als der geeignetste Standort gewählt. Thematisch sollte sie dem genius loci Rechnung tragen – also auf Engels Bezug nehmen. An der Finanzierung wollte sich das Land mit 60 Prozent beteiligen. Mitglieder des Gremiums wählten nach einer Ausschreibung Alfred Hrdlicka als Bildhauer für die Auftragsarbeit aus; das fertige Werk wurde von ihm damals für Ende 1976 und für die dazu vorgesehene Summe in Aussicht gestellt. Die Summe sollte Material, Künstlerhonorar, Transport, Versicherungskosten, Aufstellung und Vermittlungshonorar für eine Düsseldorfer Galerie mit einschließen. Hrdlickas Entwürfe sahen ein marmornes Buch vor, aus dessen Mitte reliefartig dargestellte Menschen hervordrängen sollten. Der Künstler nannte sein Werk „Metamorphose des Geschriebenen in die Realität“.
Lieferschwierigkeiten zur Beschaffung eines geeigneten Marmorblocks führten bereits zu einer Kostensteigerung von 10.000 DM und einer Verzögerung der Fertigstellung des Werks. Hrdlicka beschaffte sich einen zweiten Marmorblock aus Carrara und änderte den Entwurf zu einer Rundum-Plastik. Die Plastik sollte nun eine Menschenmenge darstellen, die sich unter Aufbietung aller ihre Kräfte aus dem Drangsal zu befreien versucht. Die Verantwortlichen der Stadt Wuppertal erfuhren von dieser Änderung erst aus einem Nachrichtenmagazin. Nachfragen Wuppertals wurden in Wien teils mit Schweigen, teils mit cholerischen Ausbrüchen des Künstlers beantwortet. Die Liefertermine wurden mehrmals halbjährlich nach hinten verschoben, bis man als Liefertermin den Oktober 1980 anvisierte. Im Sommer 1980 kam es noch zu Verständnisschwierigkeiten, wer die Finanzierung des Sockels zu tragen habe. Beide Parteien vertraten jeweils ihren Standpunkt, auch zu dem Arbeitsaufwand des Künstlers und den Transportkosten kam es zu einem weiteren Konflikt. Die Stadt Wuppertal sah sich durch den abgeschlossenen Vertrag im Recht und zu ihren Gunsten alles geklärt. Hrdlicka forderte, laut einem Zeitungsinterview, für seine Leistung ein Zusatzhonorar von 70.000 DM. Im Oktober erhöhte sich seine Forderung auf 300.000 DM, was die Verantwortlichen bei der Stadt erboste und einer teilweise heftig und kontrovers geführten Diskussion (Stichworte waren unter anderem „kommunistisch“ oder „überteuert“) im Stadtrat, den Medien und in der Öffentlichkeit führte.
Am 23. Februar 1981 beschloss der Rat der Stadt unter der Mehrheit der SPD, dass Hrdlicka mit 300.000 DM, zahlbar in drei Raten, entlohnt werden sollte. Die Kosten für den Sockel, den Transport und die Aufstellung wurden von der Stadt getragen. Ein neuer Vertrag dazu wurde am 6. April 1981 unterzeichnet.
Am 2. Juli 1981 wurde die Skulptur im Beisein von Alfred Hrdlicka, Johannes Rau, dem damaligen Ministerpräsidenten des Landes Nordrhein-Westfalen, Gottfried Gurland, seinerzeit Oberbürgermeister der Stadt Wuppertal, und Michael Knieriem (damals Leiter des Historischen Zentrums) der Öffentlichkeit übergeben. Die Vertreter der CDU im Stadtrat blieben der Veranstaltung fern und legten ihre ablehnende Haltung in einem Flugblatt dar.

Ansichten der Skulptur „Die starke Linke“
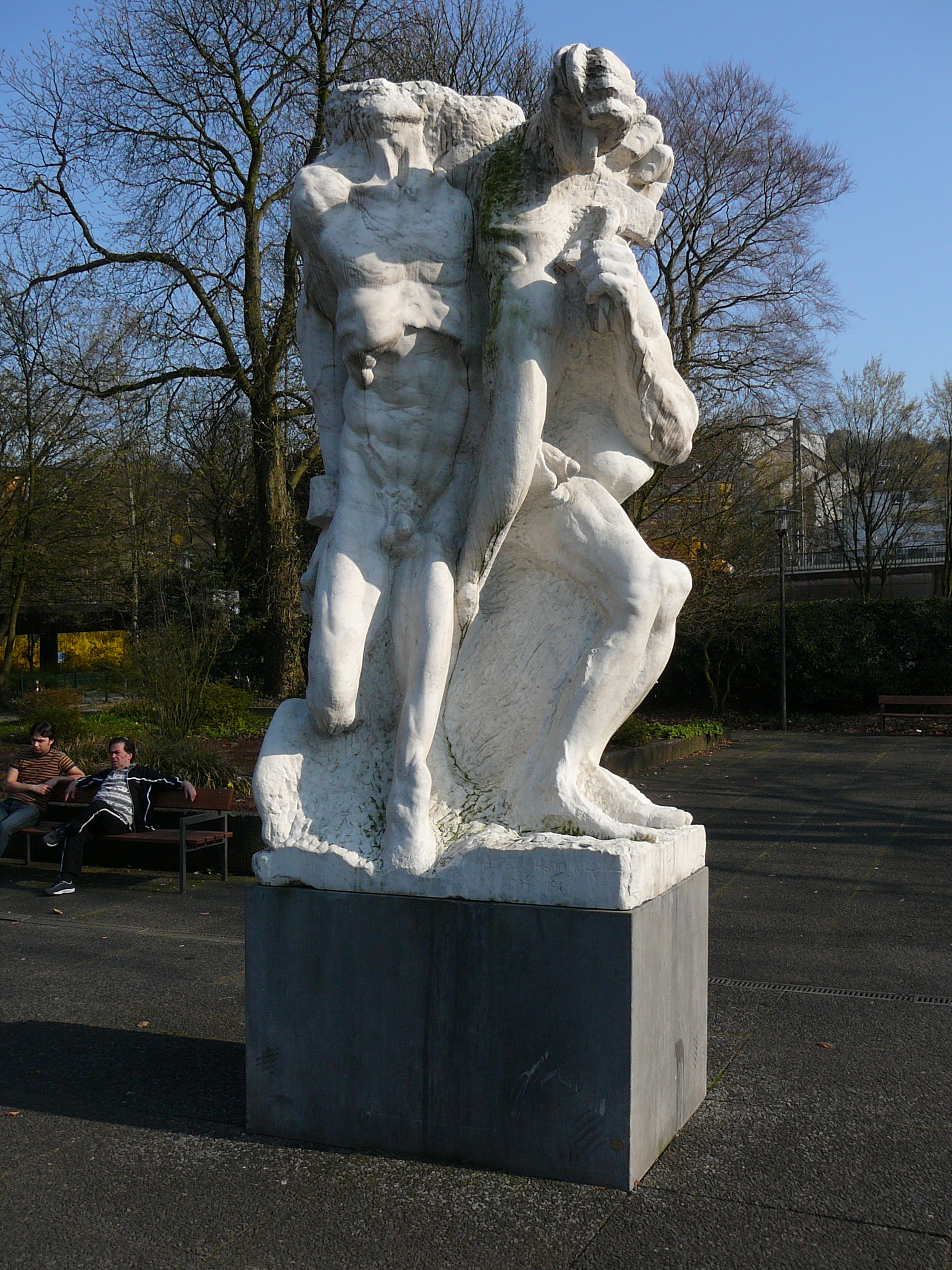
Ansicht 1
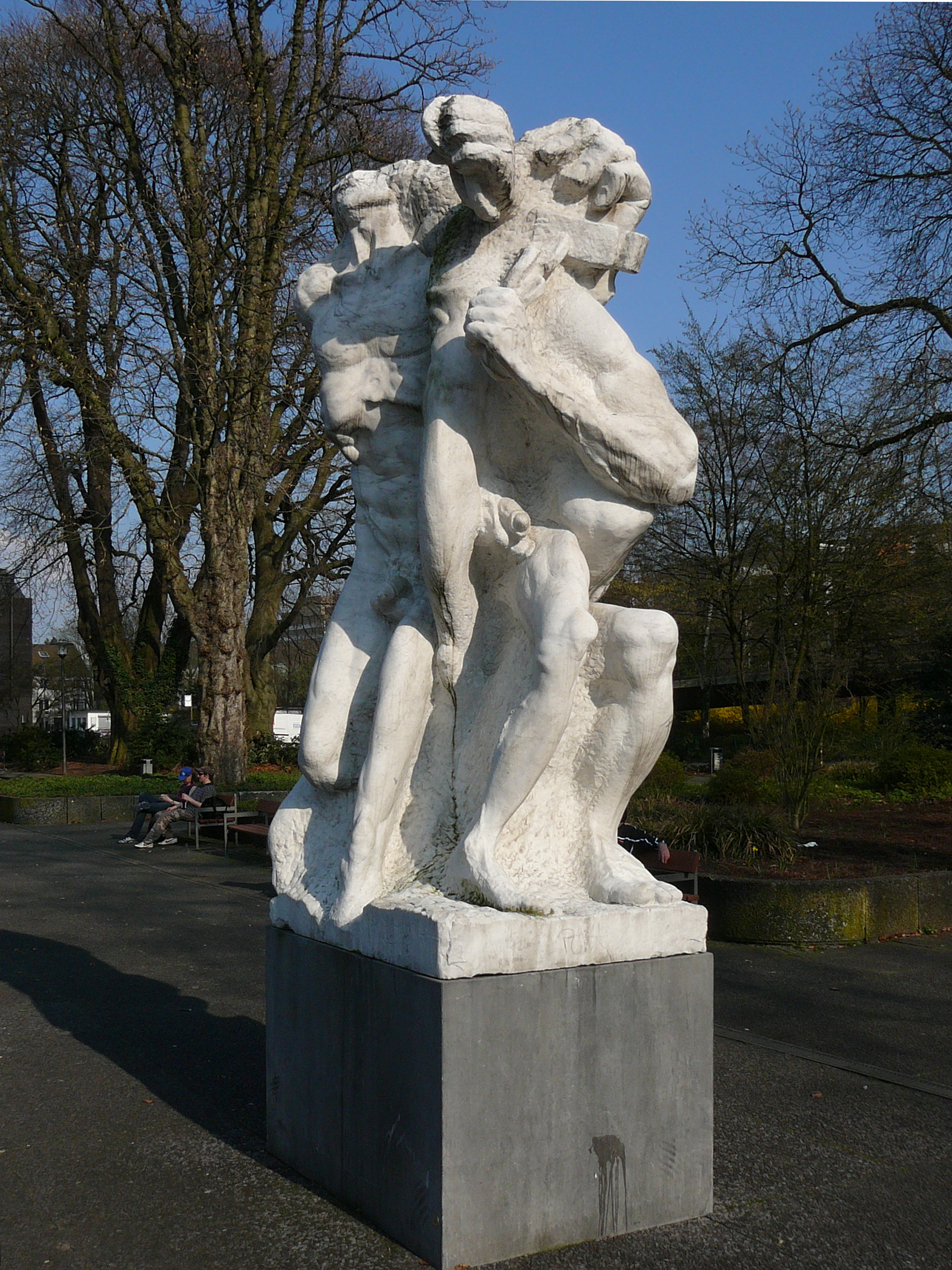
Ansicht 2
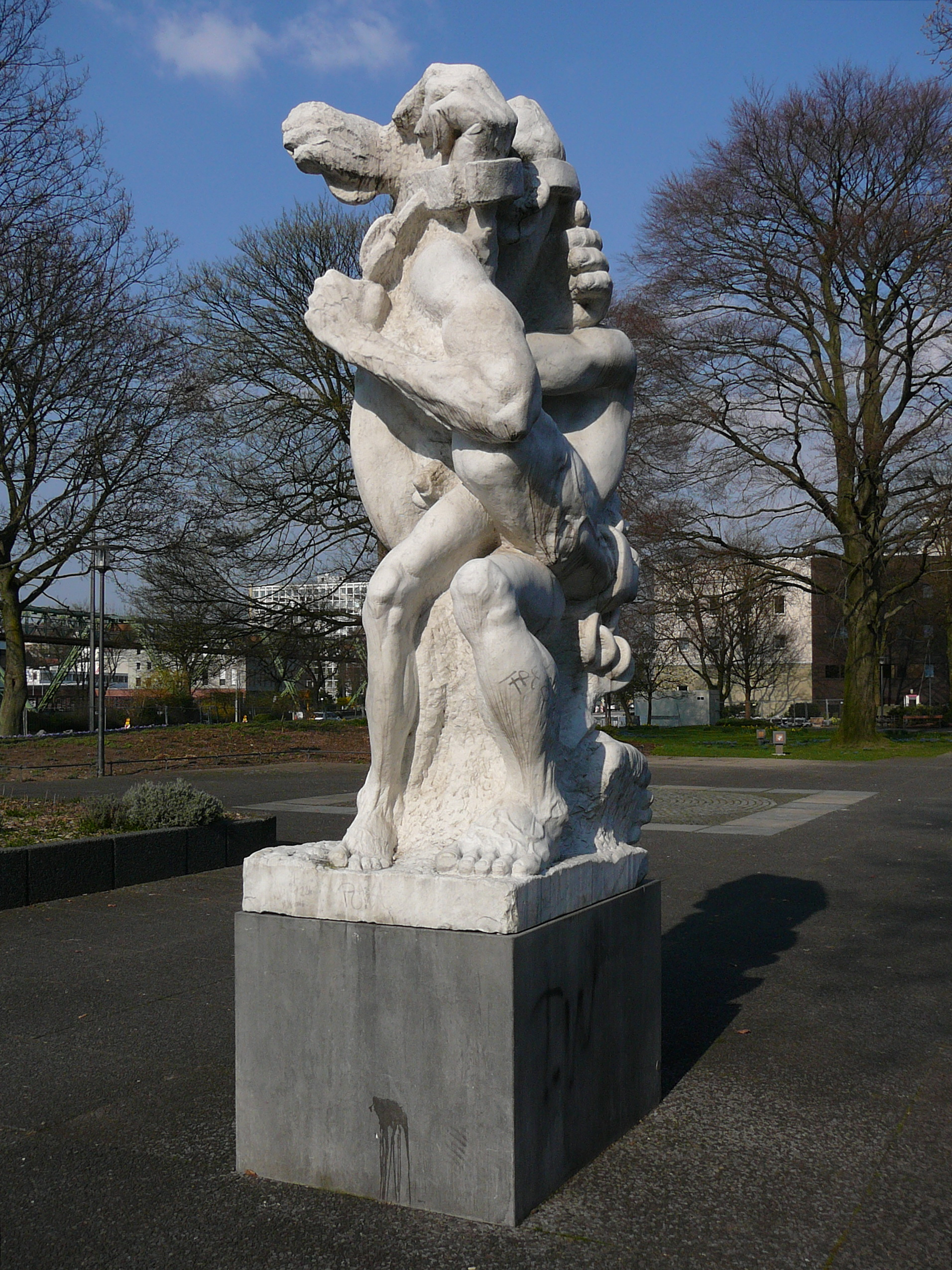
Ansicht 3
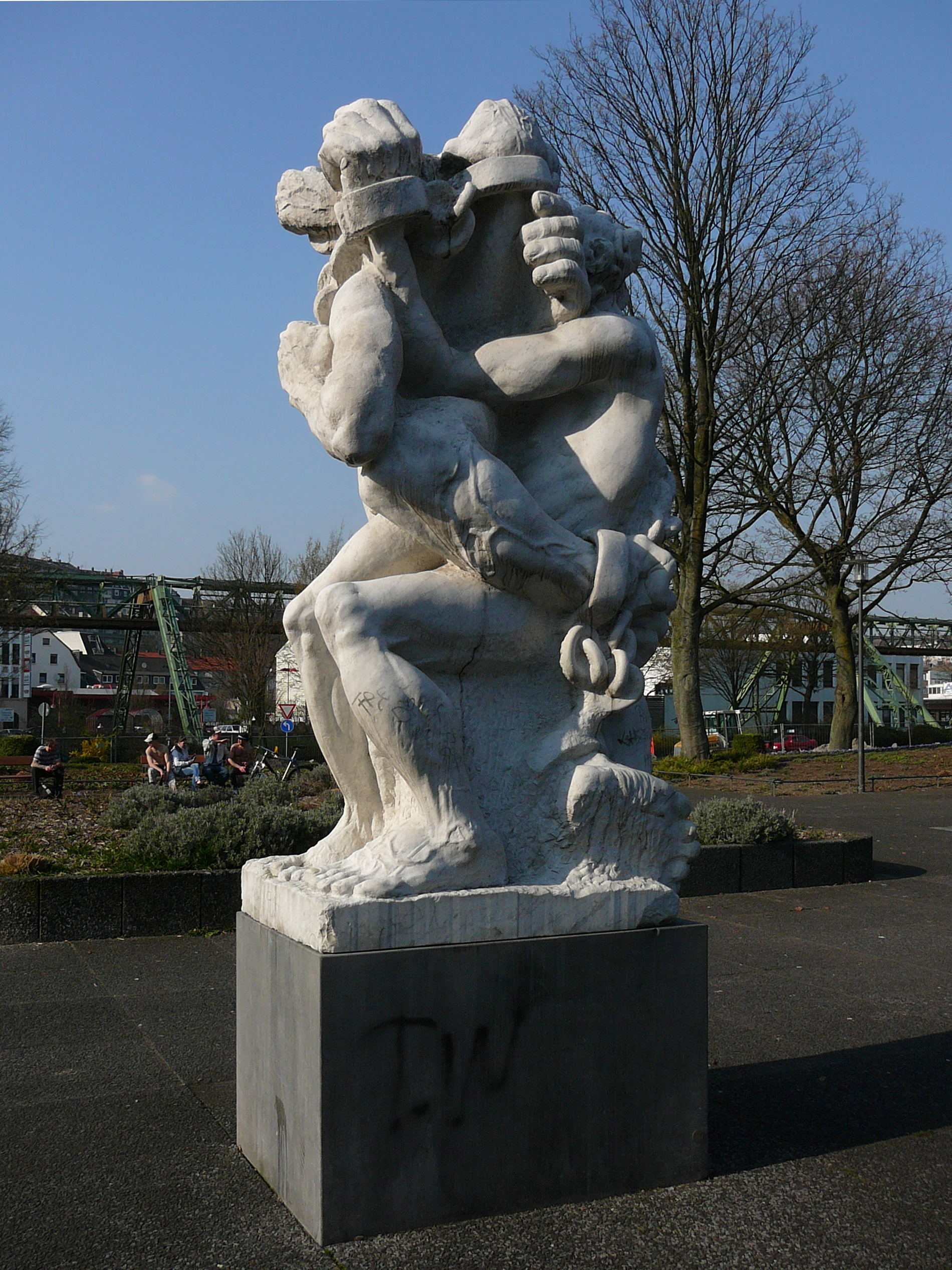
Ansicht 4